# 70-й меридіан східної довготи
70-й меридіан східної довготи — лінія довготи, що лежить на 70 градуси східніше Гринвіцького меридіана. Вона проходить від Північного полюса через Північний Льодовитий океан, Азію, Індійський океан, Південний океан та Антарктиду до Південного полюса.
70-й меридіан східної довготи формує велике коло разом із 110-тим меридіаном західної довготи.

## Список географічних об'єктів, що перетинає 70° сх. д.
Починаючи на Північному полюсі та рухаючись до Південного полюса, 70-й меридіан східної довготи проходить через:
| Координати                                                 | Країна, територія або море                  | Примітки                                                                           |
| ---------------------------------------------------------- | ------------------------------------------- | ---------------------------------------------------------------------------------- |
| 90°0′ пн. ш. 70°0′ сх. д. / 90.000° пн. ш. 70.000° сх. д.  | Північний Льодовитий океан                  |                                                                                    |
| 81°0′ пн. ш. 70°0′ сх. д. / 81.000° пн. ш. 70.000° сх. д.  | Карське море                                |                                                                                    |
| 73°11′ пн. ш. 70°0′ сх. д. / 73.183° пн. ш. 70.000° сх. д. | Росія                                       | Проходить через острів Білий[en]                                                   |
| 73°0′ пн. ш. 70°0′ сх. д. / 73.000° пн. ш. 70.000° сх. д.  | Протока Малигіна[en]                        |                                                                                    |
| 72°52′ пн. ш. 70°0′ сх. д. / 72.867° пн. ш. 70.000° сх. д. | Росія                                       |                                                                                    |
| 55°11′ пн. ш. 70°0′ сх. д. / 55.183° пн. ш. 70.000° сх. д. | Казахстан                                   |                                                                                    |
| 41°47′ пн. ш. 70°0′ сх. д. / 41.783° пн. ш. 70.000° сх. д. | Узбекистан                                  |                                                                                    |
| 40°44′ пн. ш. 70°0′ сх. д. / 40.733° пн. ш. 70.000° сх. д. | Таджикистан                                 |                                                                                    |
| 40°14′ пн. ш. 70°0′ сх. д. / 40.233° пн. ш. 70.000° сх. д. | Киргизстан                                  |                                                                                    |
| 39°32′ пн. ш. 70°0′ сх. д. / 39.533° пн. ш. 70.000° сх. д. | Таджикистан                                 |                                                                                    |
| 37°33′ пн. ш. 70°0′ сх. д. / 37.550° пн. ш. 70.000° сх. д. | Афганістан                                  |                                                                                    |
| 34°3′ пн. ш. 70°0′ сх. д. / 34.050° пн. ш. 70.000° сх. д.  | Пакистан                                    | Хайбер-Пахтунхва                                                                   |
| 33°44′ пн. ш. 70°0′ сх. д. / 33.733° пн. ш. 70.000° сх. д. | Афганістан                                  |                                                                                    |
| 33°8′ пн. ш. 70°0′ сх. д. / 33.133° пн. ш. 70.000° сх. д.  | Пакистан                                    | Хайбер-Пахтунхва Белуджистан Пенджаб Белуджистан — приблизно на 10 км Пенджаб Сінд |
| 27°32′ пн. ш. 70°0′ сх. д. / 27.533° пн. ш. 70.000° сх. д. | Індія                                       | Раджастхан                                                                         |
| 26°35′ пн. ш. 70°0′ сх. д. / 26.583° пн. ш. 70.000° сх. д. | Пакистан                                    | Сінд                                                                               |
| 24°10′ пн. ш. 70°0′ сх. д. / 24.167° пн. ш. 70.000° сх. д. | Індія                                       | Гуджарат — проходить через Кач[en]                                                 |
| 22°54′ пн. ш. 70°0′ сх. д. / 22.900° пн. ш. 70.000° сх. д. | Аравійське море                             | Затока Кач                                                                         |
| 22°35′ пн. ш. 70°0′ сх. д. / 22.583° пн. ш. 70.000° сх. д. | Індія                                       | Гуджарат — проходить через Джамнагар на півострові Катхіавар                       |
| 21°12′ пн. ш. 70°0′ сх. д. / 21.200° пн. ш. 70.000° сх. д. | Індійський океан                            |                                                                                    |
| 49°9′ пд. ш. 70°0′ сх. д. / 49.150° пд. ш. 70.000° сх. д.  | Французькі Південні і Антарктичні Території | Проходить через архіпелаг Кергелен                                                 |
| 49°43′ пд. ш. 70°0′ сх. д. / 49.717° пд. ш. 70.000° сх. д. | Індійський океан                            |                                                                                    |
| 60°0′ пд. ш. 70°0′ сх. д. / 60.000° пд. ш. 70.000° сх. д.  | Південний океан                             |                                                                                    |
| 68°15′ пд. ш. 70°0′ сх. д. / 68.250° пд. ш. 70.000° сх. д. | Антарктида                                  | Проходить через Австралійську антарктичну територію (претендує Австралія)          |